# Королевский остров (Острова Спасения)
Королевский остров (фр. Île Royale) — самый крупный и западный из трёх Островов Спасения в Атлантическом океане у побережья Французской Гвианы. Территориально относится к коммуне Кайенна. Площадь 28 гектаров (0,28 км²). Высота 66 метров над уровнем моря. Остров огибает одна единственная дорога.

## История
В 1852—1952 годах остров служил тюрьмой для особо опасных преступников. Тюрьма была создана правительством императора Наполеона III в 1852 году. Это одна из самых печально известных каторжных тюрем в истории. Каторги располагались на всех трёх островах и на побережье в Куру. Со временем всех их стали обозначать собирательным названием «Чёртов остров». Администрация тюрьмы располагалась на Королевском острове.
В настоящее время островом владеет аристократка Мариана Кабальеро де Баттенберг, он был куплен ею у французского миллиардера Жозефа де Орлеана в сентябре 2015 года. На острове находится её особняк стоимостью $230 млн, а также взлётно-посадочная полоса высокого уровня и порт для яхт. Кроме того, на острове есть музей, церковь, пост жандармерии и гостиница (L’Auberge des Îles du Salut), размещённая в бывших казармах гарнизона цитадели на вершине острова.

## Галерея

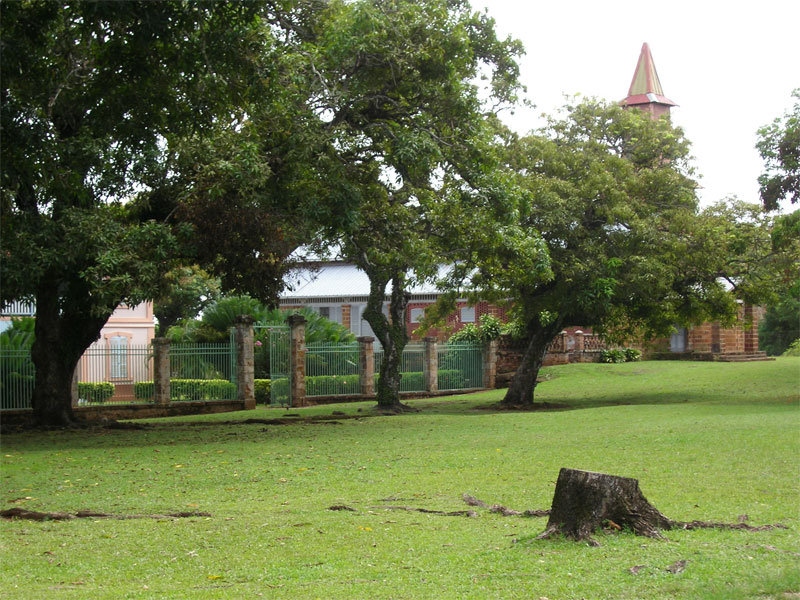
Остатки исправительной колонии на острове.
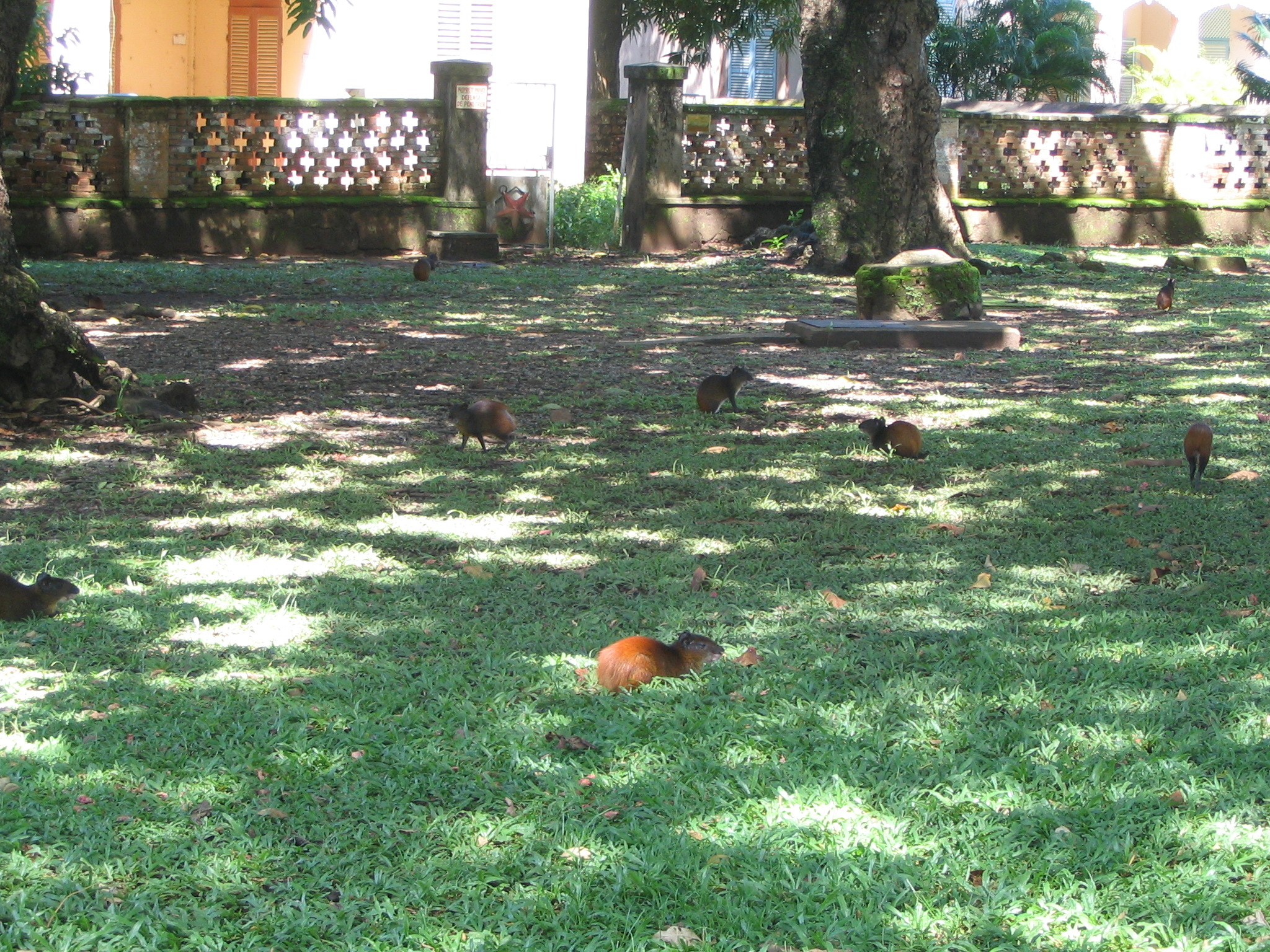
Красные агути на острове.
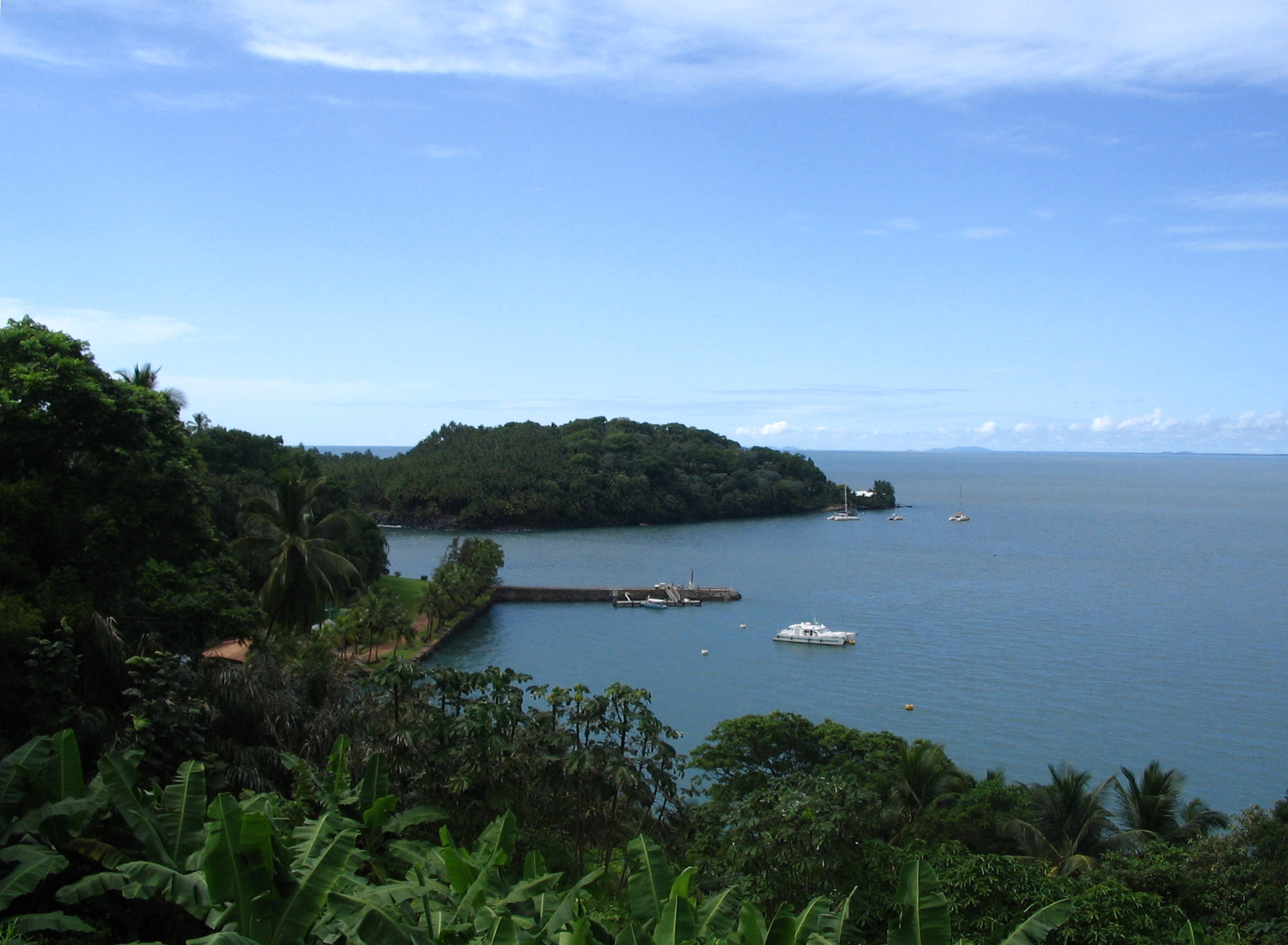
Пристань Королевского острова на фоне острова Сен-Жозеф.
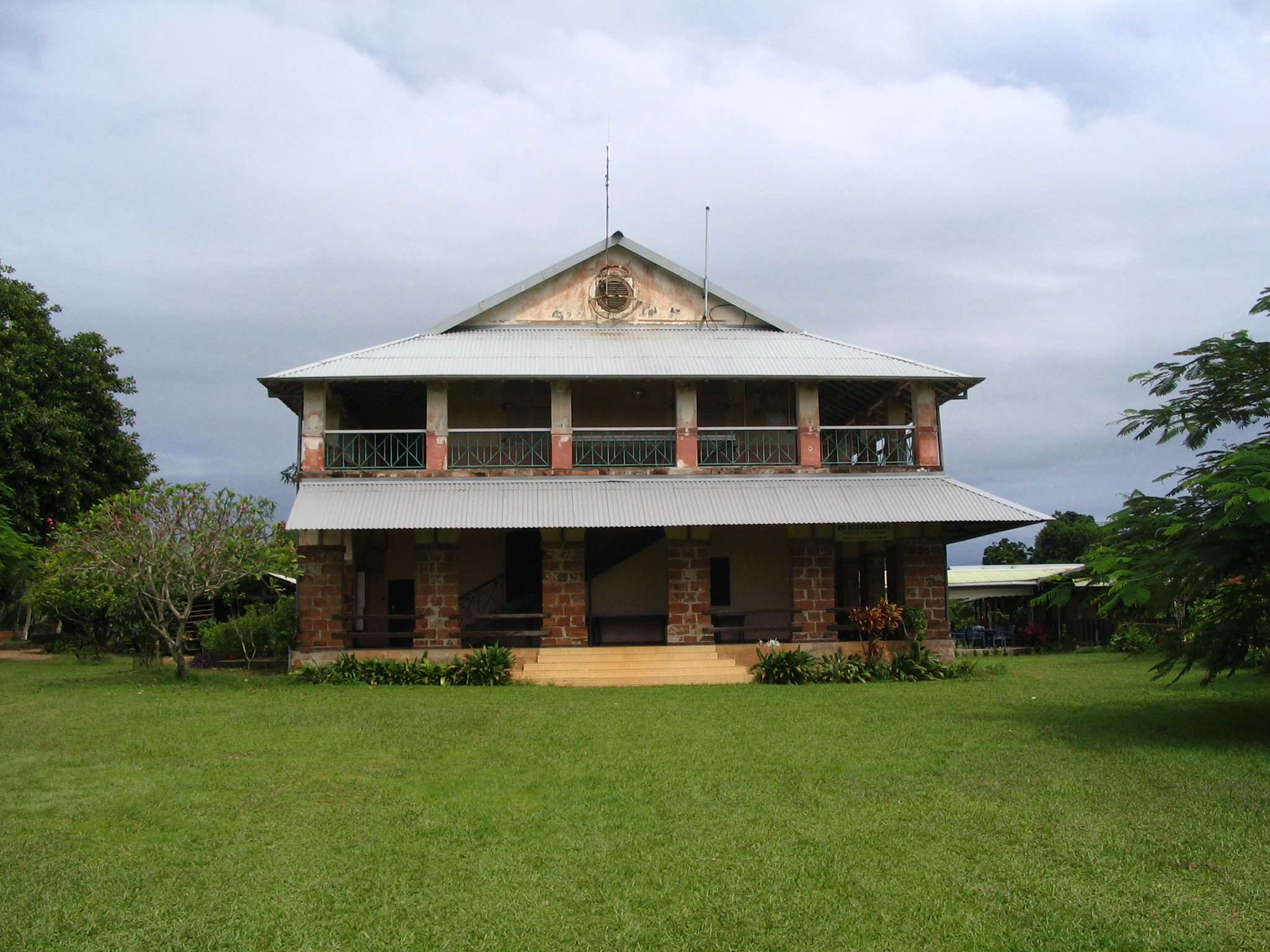
Гостиница на острове, бывшие казармы гарнизона цитадели.
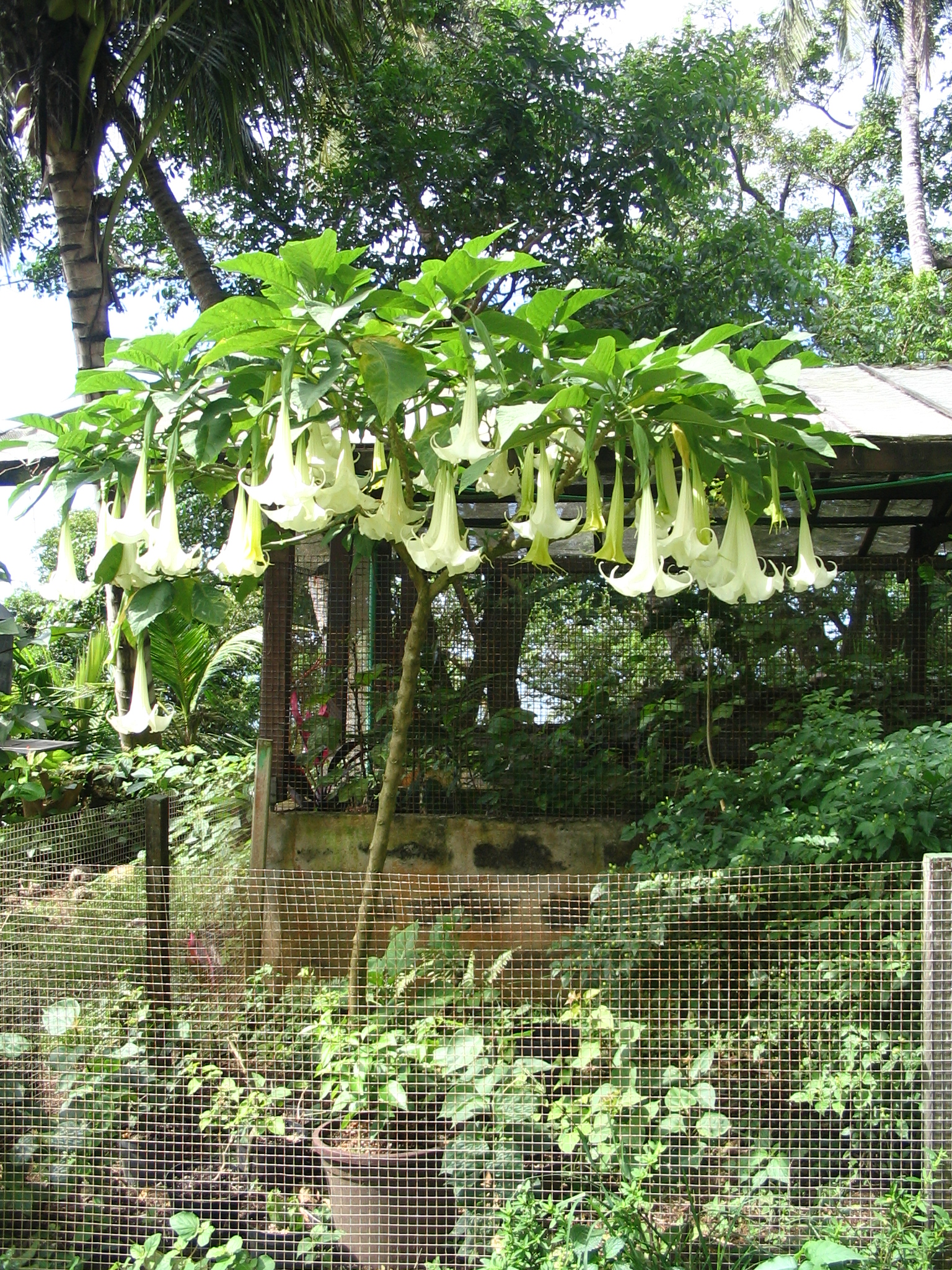
Бругмансия, растущая на Королевском острове.